# Мурат I
Мурат I (отур. مراد اول тур. I. Murad; Бурса, 29. јун 1326 — Косово поље, 28. јун 1389), звани још и Худаведигјар — „Праведни“, био је османски султан 1359–1389. Био је син емира Орхана I Газија и Нилуфер Хатун. Мурат I је дошао на престо након смрти његовог старијег брата Сулејман-паше.
Султан Мурат I је освојио Адријанопољ, затим га преименовао у Једрене, а 1365. године га је прогласио новом престоницом Османског султаната. Наставио је да шири османско царство у Јужној Европи, доводећи већи део Балкана под османску власт и приморавајући владаре Србије и Бугарске, као и источно-римског цара Јована V Палеолога да му плаћају данак.
Султан Мурат I је административно поделио свој султанат на две провинције Анадолија (Мала Азија) и Румелија (Балкан).

## Долазак на власт
Султан Орхан I, Муратов отац, који је био стар, препустио је власт Мурату, међутим, Мурат је био тек други Орханов син по реду. Најстарији, Сулејман-Паша, умро је млад, и стога престо припада Мурату. Мурат је дошао на власт 1359. године и владао је око 30 година, а његов отац султан Орхан I умро је 1362. године.

## Биографија
Мурат је био син бега Орхана I и византијске принцезе Хирофире (њено турско име било је Нилуфер Хатун). Због преране смрти Сулејман-паше, Мурат је наставио да влада као његов наследник 1360. године. Он је био први османски освајач на европском тлу. Године 1362. био је основан први корпус (одред) јаничара. То су била претежно хришћанска деца која су обучавана за војну службу као пешадијске трупе.
Султан Мурат I се борио против моћног бејлика Карамана у Анадолији и против Срба, Албанаца, Бугара и Мађара у Европи. Конкретно, српска експедиција за протеривање Турака из Адријанопоља коју су предводили српска браћа Марњавчевић краљ Вукашин и деспот Угљеша, поражена је 26. септембра 1371. године од Муратовог способног потпоручника Лале Шахина Паше, првог гувернера (бејлербега) Румелије. 1385. године, Софија је пала под Османлије. 1386. године кнез Лазар Хребељановић победио је османске снаге у бици код Плочника. Османска војска је претрпела велике губитке и није успела да заузме Ниш у повратку.
Султан Мурат I је поразио и заузео западну Тракију, Димотика је пала 1361. године, Једрене 1362. године, а Пловдив 1363. године. Сви ови градови су се налазили у долини реке Марице. Страх се ширио Византијом, толико да је у Цариграду сазрео став да се Турцима мирно преда Галипоље да би се задовољили. Годину дана после тога, Мурат осваја Кумуцину и долази све ближе до манастира на Светој гори. Пљачкашки походи које је султан Мурат I слао ка западу су пустошили земљу деспота Угљеше Мрњавчевића. Према тврђењу Мавра Орбина, деспот Угљеша је неколико пута имао успеха у одбијању ових напада. Серски деспот Јован Угљеша Мрњавчевић је добио помоћ свог брата, краља Вукашина Мрњавчевића, и сукоб се десио на реци Марици 26. септембра 1371. године када је победио султан Мурат I и тако коначно извршио велику прерасподелу снага на Балканском полуострву.
Западна страна Бугарске била је опљачкана и византијски цар, Јован V Палеолог, постао је његов вазал. Султан Мурат I је утврдио османски посед Ангору у Анатолији. Турци су даље заузимали важне градове у Македонији и Источној Бугарској. Новодобијена подручја била су одмах насељавана становништвом из царства — Османлијама. Око 1385. године су заузети Софија и Ниш. Истовремено су добиле право трговине на турским просторима италијанске Републике Ђенова и Венеција, које су са султаном Муратом I закључиле и трговачки уговор.
Султан Мурат I је такође био успешан и у бици код Коније. Као што је раније прво слао пљачкашке чете да пустоше земљу деспота Јована Угљеше пре коначног сукоба са њим, тако је слао чете и по Србији чак до Босне. Те чете су пресретали и исто као деспот Угљеша имали успехе, кнез Лазар Хребељановић код Плочника и војвода Влатко Вуковић код Билеће. Међутим, главна битка и одлучујући обрачун који су подједнако очекивали и у турска и хришћанска војска се десио 15. јуна 1389. године. Султан Мурат I је повео војску и командовао у бици на Косову Пољу (Косовска битка). Са собом је повео синове Бајазита и Јакуба, војсковође Али-пашу, Евроноса Јахшија и Шахина као и вазалске трупе из европских и азијских крајева царства. За време битке султан Мурат I је убијен, као и његов син Јакуб. Кнез Лазар Хребељановић је потом погубљен, а султан Мурат I је био, као и његови претходници султани: Осман I и Орхан I, сахрањен у Бурси. За време владавине султана Мурата I, сви потчињени хришћани су смели задржати своју веру, традицију и црквене судове, али су морали султану да предају десетину, што су у оно доба била уобичајена давања.
Наследио га је син Бајазит I одмах после Косовске битке.

## Бој на Косову
Средином XIV века Османлије су полако кренуле ка освајању целокупног Балкана, султан Мурат I, син султана Орхана I, са новоствореним одредом-Јањичарима објављује рат Српској Кнежевини. Тадашњи владар Србије, кнез Стефан Лазар Хребељановић, не желећи да се покори Турском султану, пристаје да одржи рат. Муратова војска била је три-пут већа од Лазареве. Постоје два извора што се тиче о учешћу султана Мурата I у рату. Историчари тврде да је султан Мурат I учествовао у Косвском боју, док књижевност говори да није учествовао већ је само посматрао од старости. Турски извори такође говоре да је султан Мурат I погинуо у овој бици, међутим, како они кажу није га убио Обилић већ га је на превару убио српски ратник који се правио мртав. На својој самрти рекао је сину Бајазиту I да је брат највећа светиња и да не потегне мач на Јакуба, његовог старијег брата, што је Бајазит I прекршио, и одмах постао султан.

### О Муратовој погибији
С обзиром да је султан Мурат I погинуо на бојном пољу, а то није био чест случај у средњем веку, и битка и чин погибије су далеко одјекнуле. Хришћански и турски извори се разилазе око начина и времена погибије. Турски извори тврде да је султан Мурат I убијен на превару после битке. Хришћанска страна је о овом догађају направила легенду о подвигу усамљеног витеза који је жртвовао свој живот ради заустављања моћног султана. Потпуно разрађену косовску легенду записао је дубровачки бенедиктинац Мавро Орбин у књизи „Краљевство Словена“ објављеној 1601. године.
Постоје и други извори и верзије догађаја. Краљ Срба и Босне Стефан Твртко I Котроманић је 1. августа обавестио Трогиране о „својој“ победи на Косову пољу те да је „султана послао с овог света с многим његовим војницима“. Није дословно навео ко је убио султана, али је из писма јасно да је себи приписао тај подухват. Није било неуобичајено да краљеви присвајају туђе заслуге. Турски историчари наводе, да је после Муратове погибије на Косову, уведено правило које се дуго одржало на турском двору, да се сваки странац, било великаш или дипломата пред султана изводи тако што му два стражара држе руке, што потврђује тезу да је неко од страних ратника током боја пришао турском султану и убио га.У једном писму Фирентинске општине, које је резултат преписке са краљем Стефаном Твртком I, од 20. октобра 1389. године, говори се о подухвату завереничке групе од дванаест ратника који се у току битке пробијају до султановог шатора окруженог везаним камилама. Колучо Салутати, писац писма, слави "срећног ратника" међу ратницима који се пробивши преко непријатељских чета и камила наоколо везаних, дошао до Муратовог шатора. Срећан је над осталима и онај, који вођу толике силе, јурнувши му мач у грло и скут, јуначки умори.
Годинама касније се Белтрами Мињанели у „Успоменама са Истока“ говори о групном препаду на шатор султана Мурата I, али код њега се то дешава после битке и изводе га кнез Лазар и група заробљених хришћанских витезова који одбијају да положе вазалску заклетву. По овом писцу, витезови су одбили давање заклетве, јурнули су на шатор султана Мурата I и смртно га ранили. Овакав догађај многи историчари сматрају нелогичним и невероватним (заробљени, а невезани, и даље наоружани).
Ко год да је писао о погибији султана Мурата I, а посебно турски извори, настојали су да прикажу да је погинуо од великашке руке. Шпански путописац говори да је „то био хришћански кнез, по имену Лазар“. Витешки идеали су сматрали часним погибију од руке противничког вође, а погибија од стране непознатог ратника се сматрала недостојном. Ово иде дотле да у повељи угарског краља Албрехта из 1438. године пише да су се кнез Лазар Хребељановић и султан Мурат I сукобили у личном двобоју.Српски извори се великим делом ослањају на животопис деспота Стефана Лазаревића који наводи подвиг усамљеног, безименог јунака.
Константин Филозоф, у делу "Живот деспота Стефана Лазаревића пише:
| „ | Међу војницима који су се борили пред (војском) беше неко веома благородан, кога облагаше завидљиви своме господару и осумњичише га као неверна. А овај да покаже верност а уједно и храброст, нађе згодно време, устреми се ка самоме великом начелнику као да је пребеглица, и њему пут отворише. А када је био близу, изненада појури и зари мач у тога самога гордога и страшнога самодршца. А ту и сам паде од њих. | ” |

Византијски писац друге половине ХV века, Лаоник Халкокондил, наводи и грчку и турску верзију погибије султана Мурата I.
| „ | По турској је погинуо после боја, док Грци, међутим, причају да он није пао док је после боја прогонио непријатеља; напротив, неки високи племић одлучио је још док се Мурат налазио усред својих трупа постројених за борбу да изврши јуначко дело веће од свих што су се икада учинили. Тај човек се звао Милоин. | ” |

Овде се први пут помиње име човека који је убио султана Мурата I.
Турски хроничари први пут помињу име неверника и проклетника због кога је падишах постао шехит 1484. године када име витеза наводе као Милош Кобила.

## Успостављање царства
Султан Мурат I имао је веома велику улогу у побољшању Османског царства, он је освојио град Једрене (Едирне на турском), који је владавином његовог сина султана Бајазита I постао престоница Османске државе. Он је такође успоставио диван, где се султан налази са својим великодостојницима ради прогреса царства. Султан Мурат I је такође основао и Јањичаре, којих је било око 1000. Није познато, али могуће је да је и султан Мурат I успоставио султанат Османлија, али постоји и друга верзија, да је султанат успостављен још за време владавине његовог деде султана Османа I.

## Титуле
Према османским изворима, султан Мурат I је имао титуле попут бега, Емир-и а'зам (Велики Емир), Гази, Худавендигар, Кан, Падишах, Султану'с-селатин, Мелику'л-мулук (Малик Малика), док се у бугарским и српским изворима помињао као цар. У једном ђеновском документу, он је наведен као dominus armiratorum Turchie (главни господар Турака).

## Личност
Султан Мурат I је био неписмен и није могао ни да се потпише у своје име. 1353. године, султан Мурат I је потписао уговор умочивши руку у мастило и утискујући је отисцима прстију.

## Породично стабло
|  |                  |  |  |  |  |  |  |  |  |  |  |  |  |  |  |  |
|  | 8. Ертугрул      |  |  |  |  |  |  |  |  |  |  |  |  |  |  |  |
|  |                  |  |  |  |  |  |  |  |  |  |  |  |  |  |  |  |
|  |                  |  |  |  |  |  |  |  |  |  |  |  |  |  |  |  |
|  | 4. Осман I       |  |  |  |  |  |  |  |  |  |  |  |  |  |  |  |
|  |                  |  |  |  |  |  |  |  |  |  |  |  |  |  |  |  |
|  |                  |  |  |  |  |  |  |  |  |  |  |  |  |  |  |  |
|  | 9. Халиме Хатун  |  |  |  |  |  |  |  |  |  |  |  |  |  |  |  |
|  |                  |  |  |  |  |  |  |  |  |  |  |  |  |  |  |  |
|  |                  |  |  |  |  |  |  |  |  |  |  |  |  |  |  |  |
|  | 2. Орхан         |  |  |  |  |  |  |  |  |  |  |  |  |  |  |  |
|  |                  |  |  |  |  |  |  |  |  |  |  |  |  |  |  |  |
|  |                  |  |  |  |  |  |  |  |  |  |  |  |  |  |  |  |
|  | 5. Малхун Хатун  |  |  |  |  |  |  |  |  |  |  |  |  |  |  |  |
|  |                  |  |  |  |  |  |  |  |  |  |  |  |  |  |  |  |
|  |                  |  |  |  |  |  |  |  |  |  |  |  |  |  |  |  |
|  | 1. Мурат I       |  |  |  |  |  |  |  |  |  |  |  |  |  |  |  |
|  |                  |  |  |  |  |  |  |  |  |  |  |  |  |  |  |  |
|  |                  |  |  |  |  |  |  |  |  |  |  |  |  |  |  |  |
|  | 3. Нилуфер Хатун |  |  |  |  |  |  |  |  |  |  |  |  |  |  |  |
|  |                  |  |  |  |  |  |  |  |  |  |  |  |  |  |  |  |
|  |                  |  |  |  |  |  |  |  |  |  |  |  |  |  |  |  |

## Породица
Супруге
Султан Мурат I је имао седам жена:
- Гулчичек Хатун — робиња конкубина, мајка султана Бајазита I;
- Фулане Хатун. Ћерка Аххи Сеиид Султана, удала се за султана Мурата I 1366. године.
- Тамара Хатун. Бугарска принцеза, ћерка бугарског цара Јована Александра Страцимировића. Чувена по својој лепоти, била је принуђена да се уда за султана Мурата I када је он освојио део Бугарске, 1378. године.
- Мелек Хатун. Ћерка Кизил Мурат бега.
- Фулдане Хатун- Кћи деспота Константина Дејановића Ћустендилског, удала се за султана Мурата I 1372. године. Две њене сестре удале су се за два Муратова сина, Бајазита I и Јакуба Челебија.
- Фулане Хатун. Ћерка Чандароглуа Сулејмана II Паше, удала се за султана Мурата I 1383. године. Њена мајка је била Султанија Хатун, ћерка Сулејман-паше, Муратовог старијег полубрата.
- Марија Хатун. Рођена као Марија Палеолога, била је ћерка византијског цара Јована V и његове супруге царице Јелене Кантакузин. Удала се за султана Мурата I 1386. године.[12]

Мушка деца
Султан Мурат I је имао најмање петорицу синова:
- Султан Бајазит I, (1360 - 1403) - син Гулчичек Хатун, наследио оца на престолу.
- Јахши-бег, (? - пре 1389) - син Гулчичек Хатун.
- Принц Јакуб Челебија, (око 1362 - 20. јун 1389). Задављен по Бајазитовом наређењу.
- Принц Савџи-бег, (умро 1374. године). Погубио га његов отац након што се побунио против њега. Имао је сина Давут Мурат бега, који је побегао у Мађарску када му је отац умро.
- Принц Ибрахим, (око 1365 - око 1385). Сахрањен у маузолеју султана Османа I.

Женска деца
Султан Мурат I је имао најмање пет ћерки:
- Нефисе Хатун (око 1363 - после 1402). Године 1378. удата је за Караманоглу Алаедин Али Бега у неуспешном покушају да заустави рат. Имали су најмање три сина: Мехмед II Бега (1379 - 1423), Алаедин Али II Бега (1381 - 1424) и Огуз Бега (вероватно је умро у детињству). Удовица 1397. године, вратила се да живи у Бурси, али се после Бајазитове смрти вратила у Караман, где је њен најстарији син преузео престо.
- Озер Хатун. Удала се и имала деце. Године 1426. њен унук Мехмед бег био је на дужности на двору султана Мурата II.
- Ерхунди Хатун. Удала се за Саруханоглу Хизир бега пре 1389. године.
- Михријали Девлет Султан Хатун. Удала се за Караманоглу Тургут Бега, имали су сина Махмуд Бега.
- Нилуфер Хатун. Саградила је џамију у Бурси.

## Популарна култура
Његов лик се појављује у следећем филму:
- Бој на Косову (1989)

## Галерија
- Османска минијатура која приказује султана Мурата I. (1)
- Османска минијатура која приказује султана Мурата I. (2)
- Територија Османског царства за време владавине султана Мурата I.
- Османска минијатура која приказује султана Мурата I. (3)
- Османска минијатура која приказује султана Мурата I. (4)
- Османска минијатура која приказује султана Мурата I. (5)
- Гробница султана Мурата I.
- Косовска битка 1389. године, фреска у цркви у Лазарици, Биоград.
- План косовске битке.
- Косовска битка, Адам Стефановић, 1870.
- Новчић у част кнеза Лазара.